# Michele Scorrano
Michele Scorrano (Ururi, 15 marzo 1952 – Campobasso, 22 febbraio 2009) è stato un calciatore italiano, di ruolo difensore. Bandiera e capitano del Campobasso degli anni d'oro della scalata fino alla Serie B, ha il primato di presenze con la maglia rossoblù.

## Caratteristiche tecniche
Destro, forte di testa e con una buona elevazione, forte soprattutto nella marcatura a uomo.

## Carriera
È natio di Ururi, piccolo centro molisano di cultura arbëreshë. Esordisce il 10 maggio 1970 contro il Terzigno in Serie D alla terzultima giornata. La stagione è fallimentare, il Campobasso viene retrocesso in Promozione Campana. Dopo due anni, grazie a un ripescaggio, risale in Serie D. Vince il campionato dilettantistico nel 1975 e viene promosso in serie C. Con il ritiro di Bruno Pinna, Scorrano diventa capitano e indossa per la prima volta la fascia da capitano contro il Catania alla prima di campionato, l'11 settembre 1977 (1-1). Con la creazione della Serie C1 il Campobasso vi partecipa dalla stagione 1978-1979. Ottiene la promozione in Serie B nella stagione 1981-1982, con la vittoria all'ultima giornata di campionato contro la Reggina (1-0) e per la vittoria a tavolino per i fatti di Casarano dove il pullman del Campobasso viene preso a sassate. Esordisce in Serie B contro la Lazio (0-0), partita in cui il capitano del Campobasso marcava Bruno Giordano. Il Campobasso si salva e la stagione successiva (in cui salta qualche partita a causa di un infortunio) la squadra molisana ottiene il primato della classifica per qualche giornata, per poi perderla e mancare la promozione in Serie A per 5 punti. Ha giocato l'ultima partita ufficiale con la maglia del Campobasso il 10 giugno 1984 contro il Padova, mentre l'ultima è stata in una amichevole disputata il 26 giugno 1984 allo Stadio Olimpico di Montréal contro la Nazionale di Haiti terminata 0-0 di fronte a 32 000 tifosi, in massima parte molisani (o discendenti) emigrati in Canada. 
A causa di uno scontro con la società e con il nuovo allenatore, non gli viene rinnovato il contratto, lasciando il Campobasso nel punto più alto della sua storia, 14 anni dopo il suo esordio con la maglia rossoblù, con 63 presenze in Serie B condite da 3 gol (tutti e tre di testa contro Pistoiese e Como nella prima stagione, contro il Cesena nella seconda).
Chiude la carriera da professionista nel Barletta in Serie C1, a causa anche di un infortunio. 
Successivamente, si trasferisce a Castel di Sangro per due anni, dove vinse il campionato di Promozione Abruzzo, giocando anche un'ottima stagione l'anno successivo in Serie D con 24 presenze e un gol, per poi proseguire a fine carriera nei campionati regionali molisani con la Turris Santa Croce e l'Arlem Mirabello, dove incontrerà, da avversario, un Campobasso costretto a ripartire dalla Prima Categoria dopo il fallimento del 1990 sotto la guida di Scasserra.
Nei suoi ultimi anni, poi, si dedicò a una scuola calcio da lui allenata e morì prematuramente nel 2009 a causa di un infarto mentre si trovava nella sua casa di Campobasso.
A sua memoria, nel 2024, venne a lui ufficialmente intitolata la Curva Nord dello stadio Antonio Molinari (precedentemente era già stata rinominata dai tifosi in autonomia dall'anno della sua morte), dove siedono gli ultras.

## Statistiche

### Presenze e reti nei club
| Stagione                | Squadra                 | Campionato              | Campionato | Campionato | Coppe nazionali | Coppe nazionali | Coppe nazionali | Coppe continentali | Coppe continentali | Coppe continentali | Totale | Totale |
| Stagione                | Squadra                 | Comp                    | Pres       | Reti       | Comp            | Pres            | Reti            | Comp               | Pres               | Reti               | Pres   | Reti   |
| ----------------------- | ----------------------- | ----------------------- | ---------- | ---------- | --------------- | --------------- | --------------- | ------------------ | ------------------ | ------------------ | ------ | ------ |
| 1969-1970               | Campobasso              | D                       | 3          | 0          | -               | -               | -               | -                  | -                  | -                  | 3      | 0      |
| 1970-1971               | Campobasso              | P                       | 29         | 1          | CID             | 6               | 0               | -                  | -                  | -                  | 35     | 1      |
| 1971-1972               | Campobasso              | P                       | 28         | 1          | -               | -               | -               | -                  | -                  | -                  | 27     | 1      |
| 1972-1973               | Campobasso              | D                       | 27         | 0          | -               | -               | -               | -                  | -                  | -                  | 27     | 0      |
| 1973-1974               | Campobasso              | D                       | 24         | 2          | -               | -               | -               | -                  | -                  | -                  | 24     | 2      |
| 1974-1975               | Campobasso              | D                       | 31         | 0          | CIS             | 12              | 0               | -                  | -                  | -                  | 43     | 0      |
| 1975-1976               | Campobasso              | C                       | 31         | 0          | CIS             | 3               | 0               | -                  | -                  | -                  | 34     | 0      |
| 1976-1977               | Campobasso              | C                       | 30         | 0          | CIS             | 9               | 0               | -                  | -                  | -                  | 39     | 0      |
| 1977-1978               | Campobasso              | C                       | 31         | 1          | CIS             | 1               | 0               | -                  | -                  | -                  | 32     | 1      |
| 1978-1979               | Campobasso              | C1                      | 34         | 1          | CIS             | 6               | 0               | -                  | -                  | -                  | 40     | 1      |
| 1979-1980               | Campobasso              | C1                      | 33         | 2          | CIS             | 4               | 0               | CAI                | 3                  | 0                  | 40     | 2      |
| 1980-1981               | Campobasso              | C1                      | 33         | 2          | CIS             | 6               | 2               | -                  | -                  | -                  | 39     | 4      |
| 1981-1982               | Campobasso              | C1                      | 33         | 1          | CIC             | 11              | 1               | -                  | -                  | -                  | 44     | 2      |
| 1982-1983               | Campobasso              | B                       | 35         | 2          | CI              | 5               | 0               | -                  | -                  | -                  | 40     | 2      |
| 1983-1984               | Campobasso              | B                       | 28         | 1          | CI              | 4               | 0               | -                  | -                  | -                  | 32     | 1      |
| Totale Campobasso       | Totale Campobasso       | Totale Campobasso       | 429        | 14         |                 | 62+6            | 3               |                    | 3                  | 0                  | 500    | 17     |
| 1984-1985               | Barletta                | C1                      | 28         | 0          | CIC             | ?               | ?               | -                  | -                  | -                  | 28     | 0      |
| 1985-1986               | Castel di Sangro        | P                       | ?          | 4          | -               | -               | -               | -                  | -                  | -                  | ?      | 4      |
| 1986-1987               | Castel di Sangro        | I                       | 23         | 1          | -               | -               | -               | -                  | -                  | -                  | 23     | 1      |
| Totale Castel di Sangro | Totale Castel di Sangro | Totale Castel di Sangro | 23+?       | 5          |                 | -               | -               |                    | -                  | -                  | 23+?   | 5      |
| 1989-1990               | Turris Santa Croce      | Prima Categoria         | ?          | ?          | -               | -               | -               | -                  | -                  | -                  | ?      | ?      |
| 1990-1991               | Arlem Mirabello         | Prima Categoria         | ?          | ?          | -               | -               | -               | -                  | -                  | -                  | ?      | ?      |
| 1991-1992               | Arlem Mirabello         | P                       | ?          | ?          | CIDC            | ?               | ?               | -                  | -                  | -                  | ?      | ?      |
| 1992-1993               | Arlem Mirabello         | E                       | ?          | ?          | CIDM            | ?               | ?               | -                  | -                  | -                  | ?      | ?      |
| Totale carriera         | Totale carriera         | Totale carriera         | 480+?      | 19+?       |                 | 68              | 3               |                    | 3                  | 0                  | 553+?  | 22+?   |

## Palmarès

### Competizioni nazionali
- Campionato italiano Serie D: 1

Campobasso: 1974-1975 (girone H)

### Competizioni regionali
- Campionato promozione Abruzzo: 1

Castel di Sangro:1985-1986 (girone B)